# (987) Wallia
(987) Wallia est un astéroïde de la ceinture principale découvert le 23 octobre 1922 par l'astronome allemand Karl Reinmuth. Sa désignation provisoire était 1922 MR.